# 古谷大輔
古谷 大輔（ふるや たいすけ）は、日本のプロデューサー。手塚プロダクションを経て、ADKエモーションズ所属・株式会社スタジオKAI取締役。

## 人物
株式会社スタジオKAI取締役。株式会社手塚プロダクションを経て、株式会社ADKエモーションズに所属。株式会社 ADK エモーションズのコンテンツ事業本部 コンテンツ企画局、局長も務める。シャインポスト（制作統括）、風都探偵（プロデューサー）、ウマ娘 プリティーダービー Season 3（アニメーション制作統括）などを手掛ける。

## 担当作品

### テレビアニメ
2009年
- ジャングル大帝 -勇気が未来をかえる- (プロデューサー)

2011年
- 遊☆戯☆王ZEXAL (1話～12話）(アニメーションプロデューサー)

2015年
- 血界戦線 (プロデューサー)

2016年
- バトルスピリッツ ダブルドライブ (プロデューサー)

2017年
- 血界戦線 & BEYOND (プロデューサー)

2022年
- シャインポスト（制作統括）
- 風都探偵（プロデューサー）

2023年
- ウマ娘 プリティーダービー Season 3（アニメーション制作統括）

### OVA
2018年
- テニスの王子様 BEST GAMES!! 手塚 vs 跡部 (プロデューサー)
- テニスの王子様 BEST GAMES!! 乾・海堂 vs 宍戸・鳳/大石・菊丸 vs 仁王・柳生 (プロデューサー)

2019年
- テニスの王子様 BEST GAMES!! 不二 vs 切原 (プロデューサー)

2021年
- 新テニスの王子様 氷帝vs立海 - Game of Future (プロデューサー)

### 映画(アニメ)
2024年
- 風都探偵 仮面ライダースカルの肖像 (制作統括)

### テレビドラマ
2021年
- ガールガンレディ (チーフプロデューサー)

### テレビドラマ(特撮)
2014年
- 仮面ライダードライブ (代理店担当)※実松と連名でクレジット

2015年
- 仮面ライダーゴースト (代理店担当)

2016年
- 仮面ライダーエグゼイド (代理店担当)

2017年
- 仮面ライダービルド (代理店担当)

2018年
- 仮面ライダージオウ (代理店担当)

2019年
- 仮面ライダーゼロワン (代理店担当)

2020年
- 仮面ライダーセイバー (代理店担当)

2021年
- 仮面ライダーリバイス (代理店担当)

2022年
- 仮面ライダーギーツ (代理店担当)※18話まで

### ネットムービー
2016年
- 仮面ライダーアマゾンズ (プロデューサー)

2017年
- 仮面ライダーアマゾンズ  シーズン2 (プロデューサー)

2020年
- 妖怪人間ベラ 〜Episode 0〜 (プロデューサー)

2022年
- リバイスレガシー 仮面ライダーベイル (代理店担当)
- 仮面ライダーリバイス The Mystery (代理店担当)
- 仮面ライダージャンヌ&仮面ライダーアギレラ withガールズリミックス (代理店担当)
- 仮面ライダーBLACK SUN（企画プロデュース）

### 映画(実写)
2017年
- アリーキャット (プロデューサー)

2020年
- 妖怪人間ベラ (プロデューサー)

2021年
- 聖地X (製作委員会)

### 映画(特撮)
2016年
- 仮面ライダー1号 (プロデューサー)
- 劇場版 仮面ライダーゴースト 100の眼魂とゴースト運命の瞬間 (プロデューサー)
- 仮面ライダー平成ジェネレーションズ Dr.パックマン対エグゼイド&ゴーストwithレジェンドライダー (プロデューサー)

2017年
- 仮面ライダー×スーパー戦隊 超スーパーヒーロー大戦 (プロデューサー)
- 劇場版 仮面ライダーエグゼイド トゥルー・エンディング (プロデューサー)
- 仮面ライダー平成ジェネレーションズ FINAL ビルド&エグゼイドwithレジェンドライダー (プロデューサー)

2018年
- 劇場版 仮面ライダーアマゾンズ Season1 覚醒 (プロデューサー)
- 劇場版 仮面ライダーアマゾンズ Season2 輪廻 (プロデューサー)
- 仮面ライダーアマゾンズ THE MOVIE 最後ノ審判 (プロデュース)
- 劇場版 仮面ライダービルド Be The One (プロデューサー)
- 平成仮面ライダー20作記念 仮面ライダー平成ジェネレーションズ FOREVER (プロデューサー)

2019年
- 劇場版 仮面ライダージオウ Over Quartzer (プロデュース)
- 仮面ライダー 令和 ザ・ファースト・ジェネレーション (プロデューサー)

2020年
- 劇場版 仮面ライダーゼロワン REAL×TIME (プロデューサー)

2021年
- セイバー+ゼンカイジャー スーパーヒーロー戦記 (プロデューサー)
- 仮面ライダー ビヨンド・ジェネレーションズ (プロデューサー)

2022年
- 劇場版 仮面ライダーリバイス バトルファミリア (プロデューサー)

### Vシネマ・Vシネクスト
2015年
- 鎧武/ガイム外伝 仮面ライダーデューク/仮面ライダーナックル（委員会スタッフ）

2016年
- ドライブサーガ（製作委員会）
  - 仮面ライダーチェイサー
  - 仮面ライダーマッハ/仮面ライダーハート

2017年
- ゴースト RE:BIRTH 仮面ライダースペクター（委員会スタッフ）

2018年
- 仮面ライダーエグゼイド トリロジー アナザー・エンディング（委員会スタッフ）
  - Part.I 仮面ライダーブレイブ&仮面ライダースナイプ
  - Part.II 仮面ライダーパラドクスwith仮面ライダーポッピー
  - Part.III 仮面ライダーゲンムVS仮面ライダーレーザー

2019年
- ビルド NEW WORLD（委員会スタッフ）
  - 仮面ライダークローズ
  - 仮面ライダーグリス

2020年
- 仮面ライダージオウ NEXT TIME ゲイツ、マジェスティ（委員会スタッフ）

2021年
- ゼロワン Others 仮面ライダー滅亡迅雷（委員会スタッフ）
- ゼロワン Others 仮面ライダーバルカン&バルキリー（委員会スタッフ）

2022年
- 仮面ライダーセイバー 深罪の三重奏（委員会スタッフ）
- リバイスForward 仮面ライダーライブ&エビル&デモンズ（委員会スタッフ）

- ビルド NEW WORLD（委員会スタッフ）

### ミュージックビデオ
2023年
- SHINKIRO【hololive/宝鐘マリン・Gawr Gura】（制作統括）[6]

2024年
- フィーリングラデーション OFFICIAL MV【ReGLOSS】（制作統括）[7]
- flower rhapsody【さくらみこ】（制作統括）[8]
- 幽霊船戦【hololive/宝鐘マリン】（制作統括）[9]

### CM・PR映像
2025年
- 島津製作所 創業150周年記念アニメーション (アニメーション制作統括)[10]

### イベント
- テニプリフェスタ2016～合戦～ (2016年、プロデューサー)